# Irizar
Irizar — испанский производитель автобусов. Основан в 1889 году.

## Модели

### Серия PB
Главной новинкой фирмы Irizar стал новый кузов РВ, на четырёхлетнюю разработку которого и внедрение фирма инвестировала 18 млн евро. Впервые его показали на Ганноверском автосалоне осенью 2002 г., а через год 44-местная туристская машина Scania Irizar PB получила титул «Автобус 2004 года». Стандартный 12-метровый кузов Irizar PB 12М35 смонтирован на шасси Scania K124ЕВ с 12-литровым дизельным двигателем мощностью 420 л. с., механической 8-ступенчатой коробкой передач и передней независимой пневматической подвеской. Для установки на шасси с колёсной формулой 6x2 фирма предлагает 56-местный кузов РВ-1337 длиной 13,9 м с аналогичным дизайном. В общей сложности кузова серии РВ предлагаются в 12 исполнениях длиной 12—15 м с разной планировкой салона.

### Century
Серия производится с 1991 года (автобус впервые представлен прессе в июле 1990 года). В настоящее время выпускается уже третье поколение Century.
Кузов Century полностью удовлетворяет всем современным требованиям по безопасности и комфортности. Он выполнен по модульному методу и позволяет получать автобусы длиной 8, 9 или 12,13,14,15 м с одной или двумя распашными боковыми дверями общей вместимостью до 69 пассажиров и количеством посадочных мест 32—69. Кузова Century разной длины и комплектации обычно устанавливались на шасси Scania, Mercedes-Benz, MAN, Volvo, IVECO, DAF. В 2000 году фирма рассчитывала изготовить 2000 кузовов, в том числе в Испании — 1400. Их экспорт осуществляется в 45 стран мира.

## Снятые с производства
- Irizar Udala
- Irizar Urbia
- Irizar Urepel
- Irizar Urko
- Irizar Pony
- Irizar Dinam
- Irizar Korosti
- Irizar Dragón DD (1985—1996)
- Irizar Everest (1981—1991)
- Irizar Inter-Century (1995—2007)
- Irizar Century I (1991—1995)
- Irizar Century II (1996—2005)
- Irizar Century III (2005—2012)

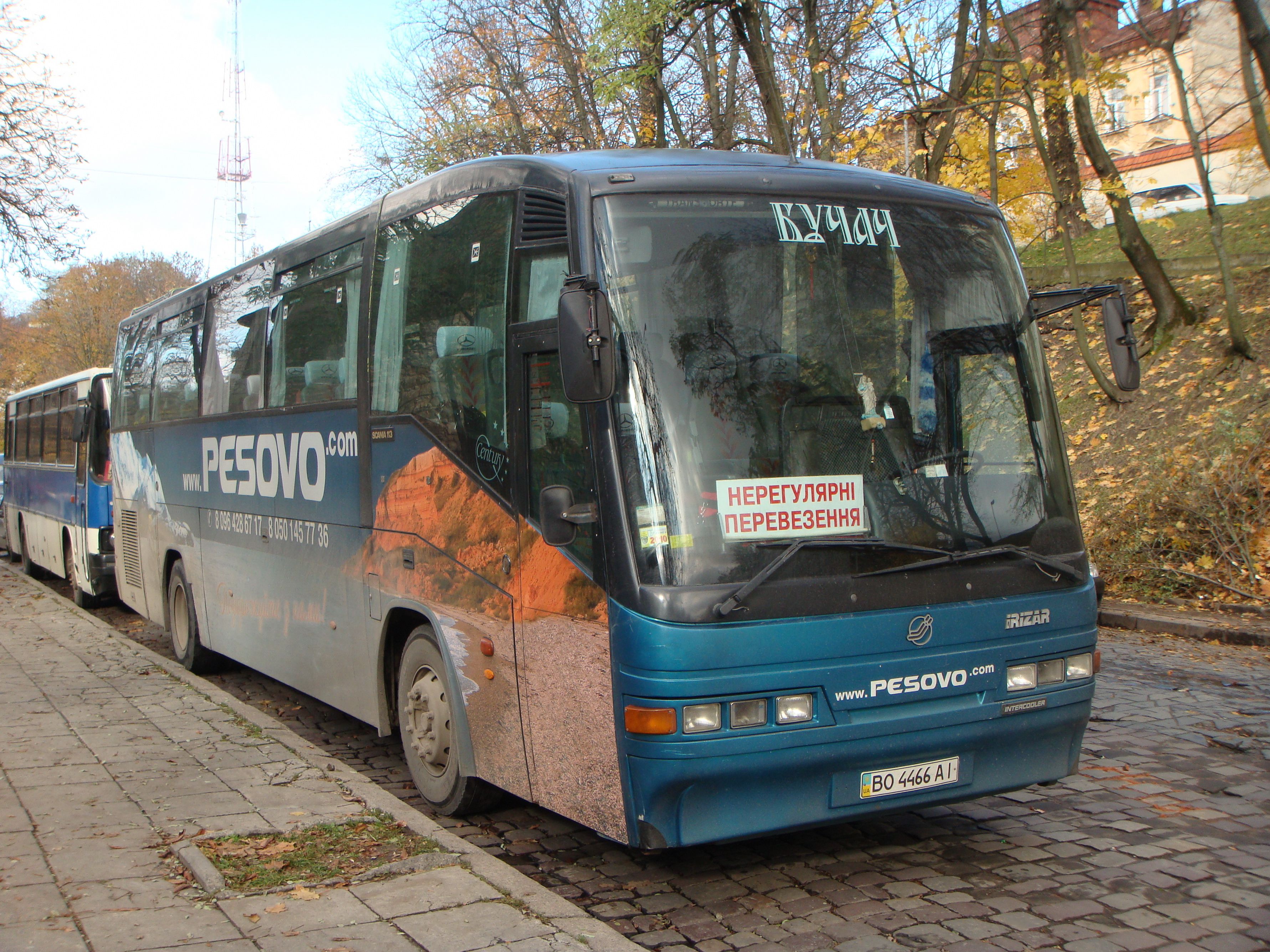
Irizar Century I
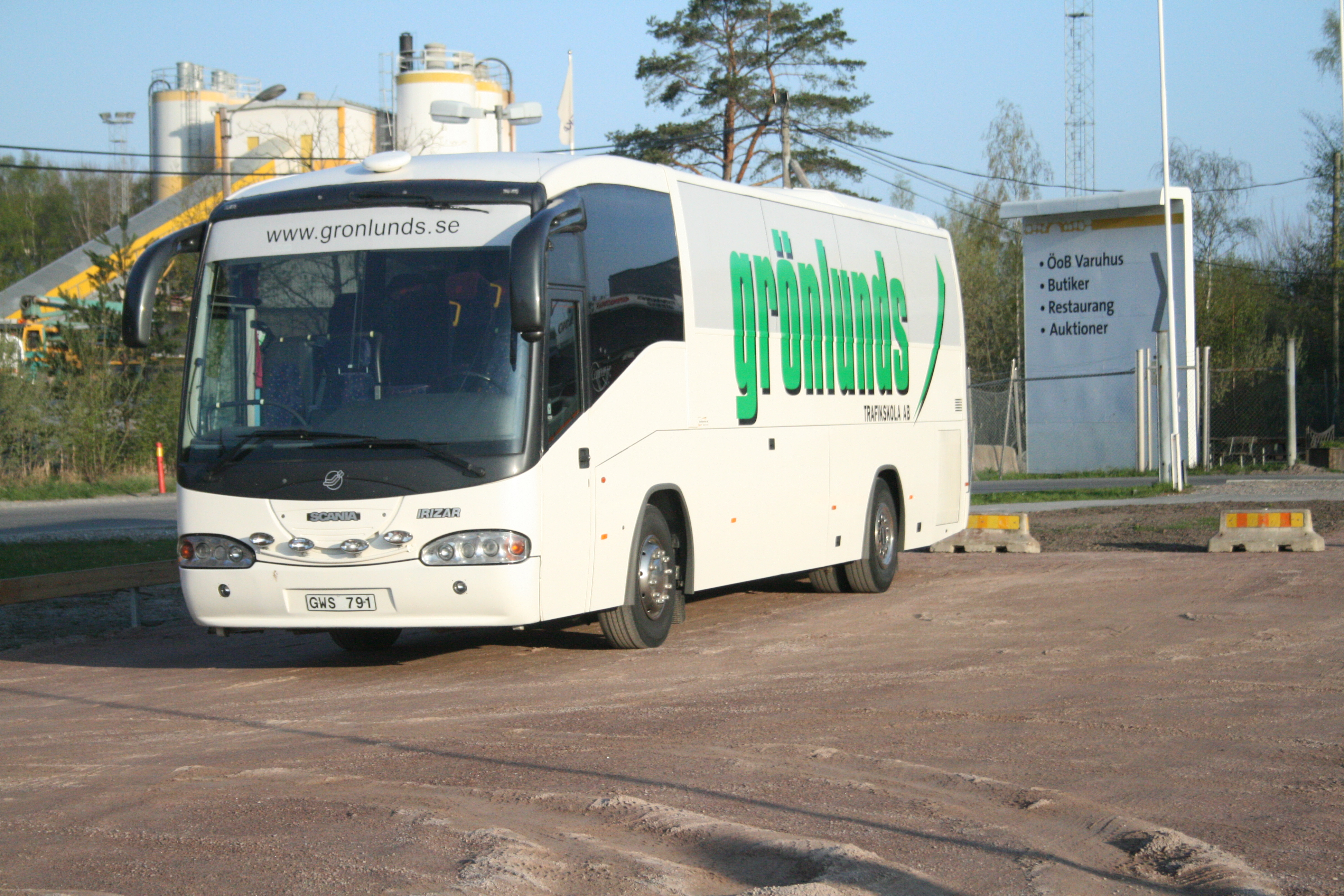
Irizar Century II на шасси Scania K124EB4x2 2000 г. в.
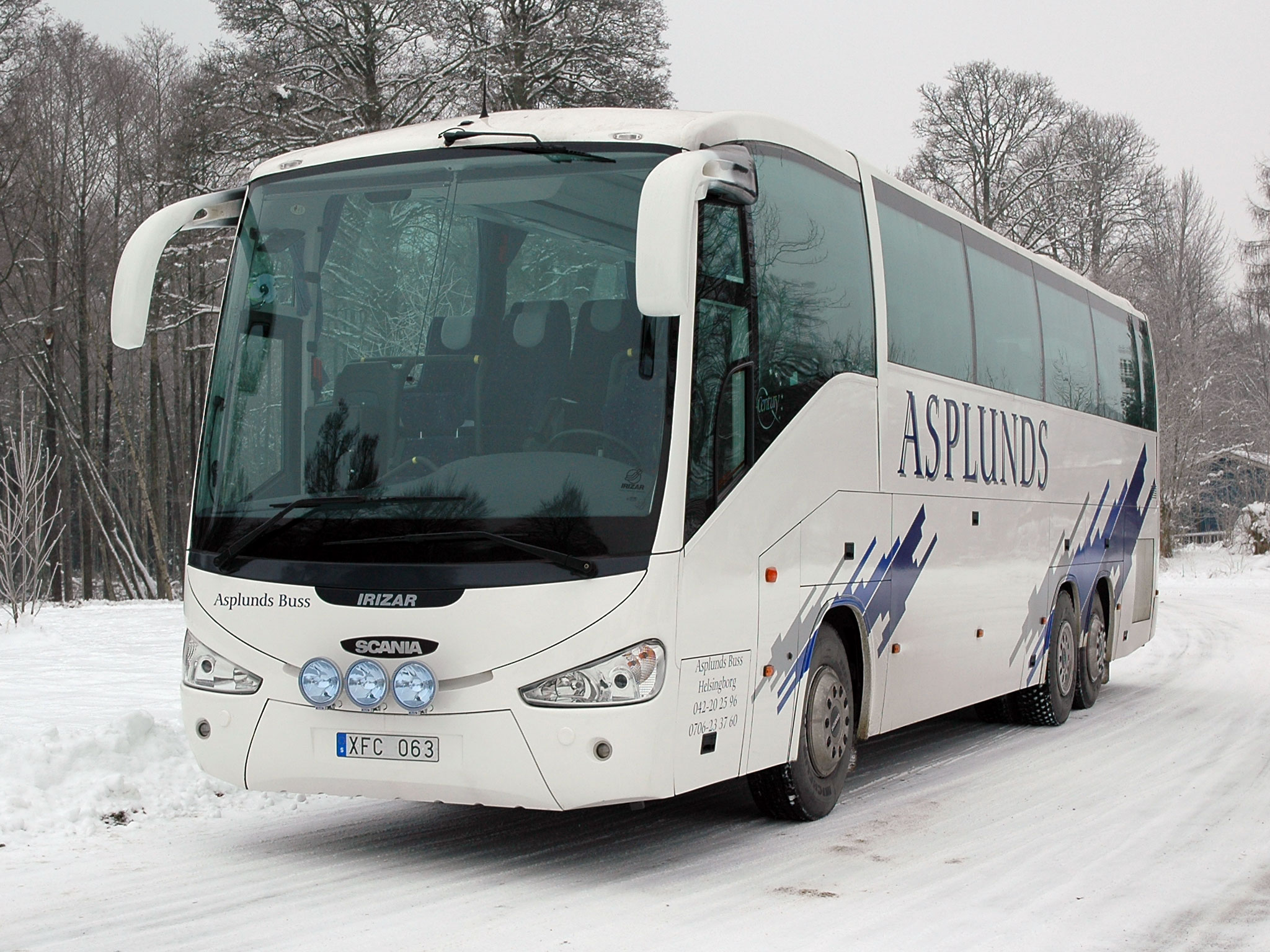
Irizar Century III на шасси Scania K124EB6x2*4 2005 г. в.
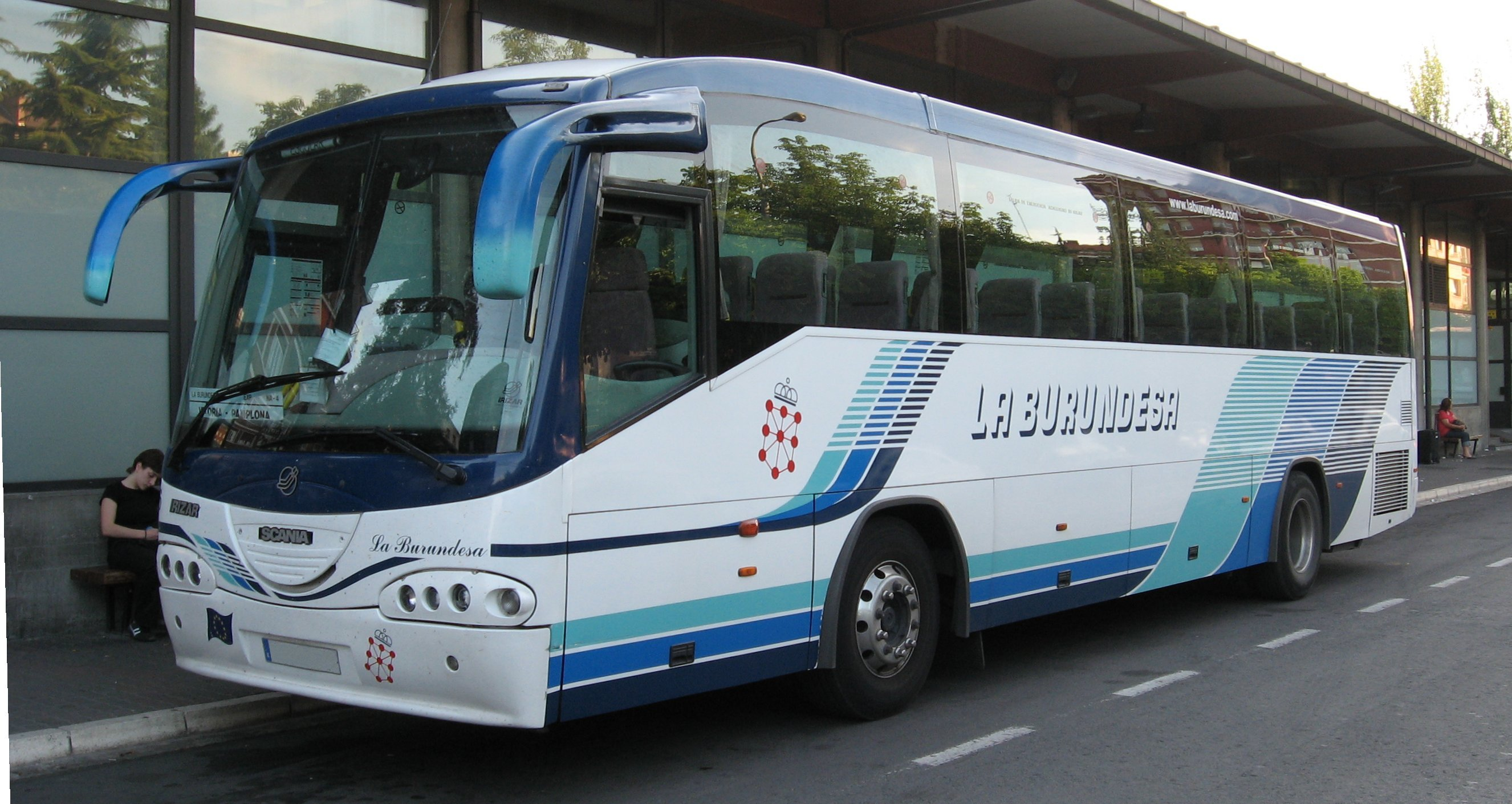
Irizar InterCentury II
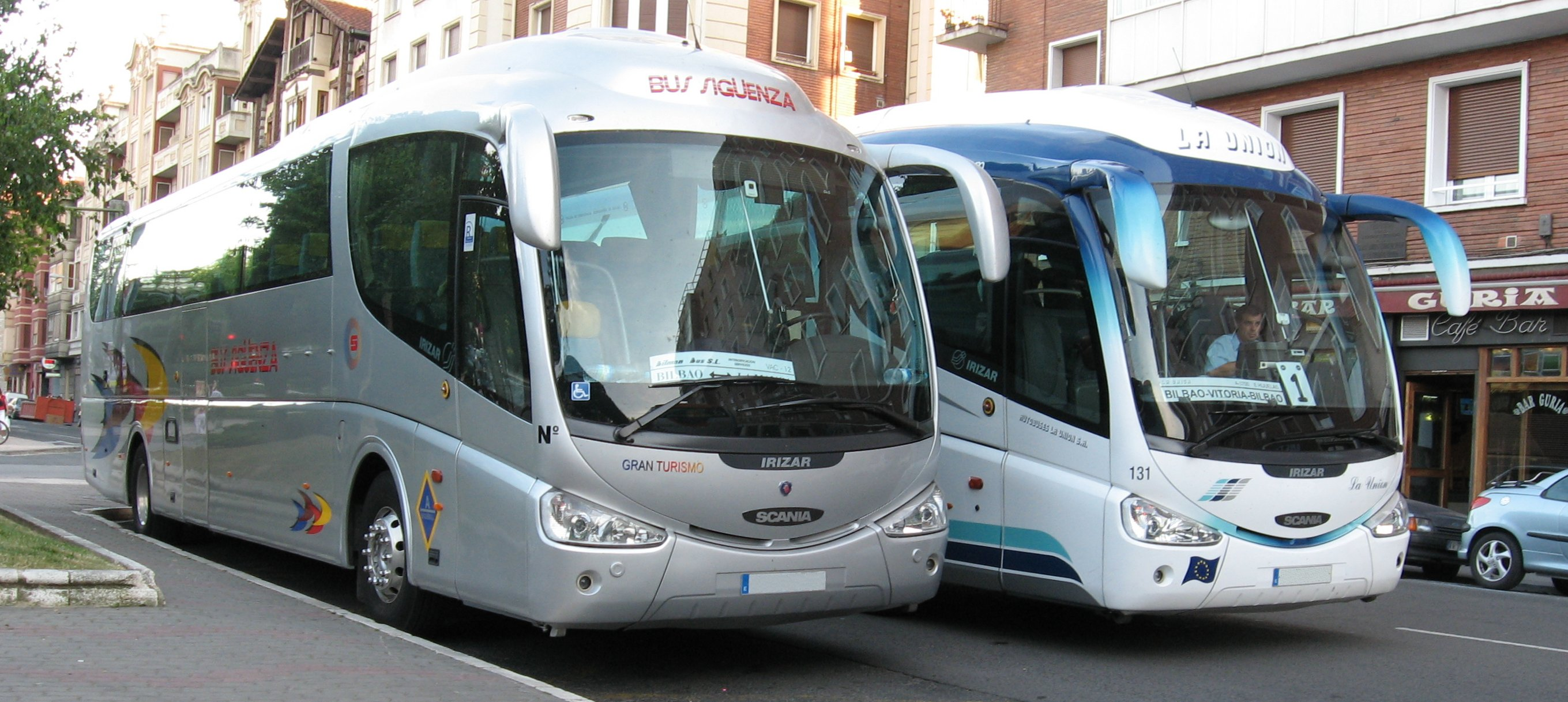
Irizar PB
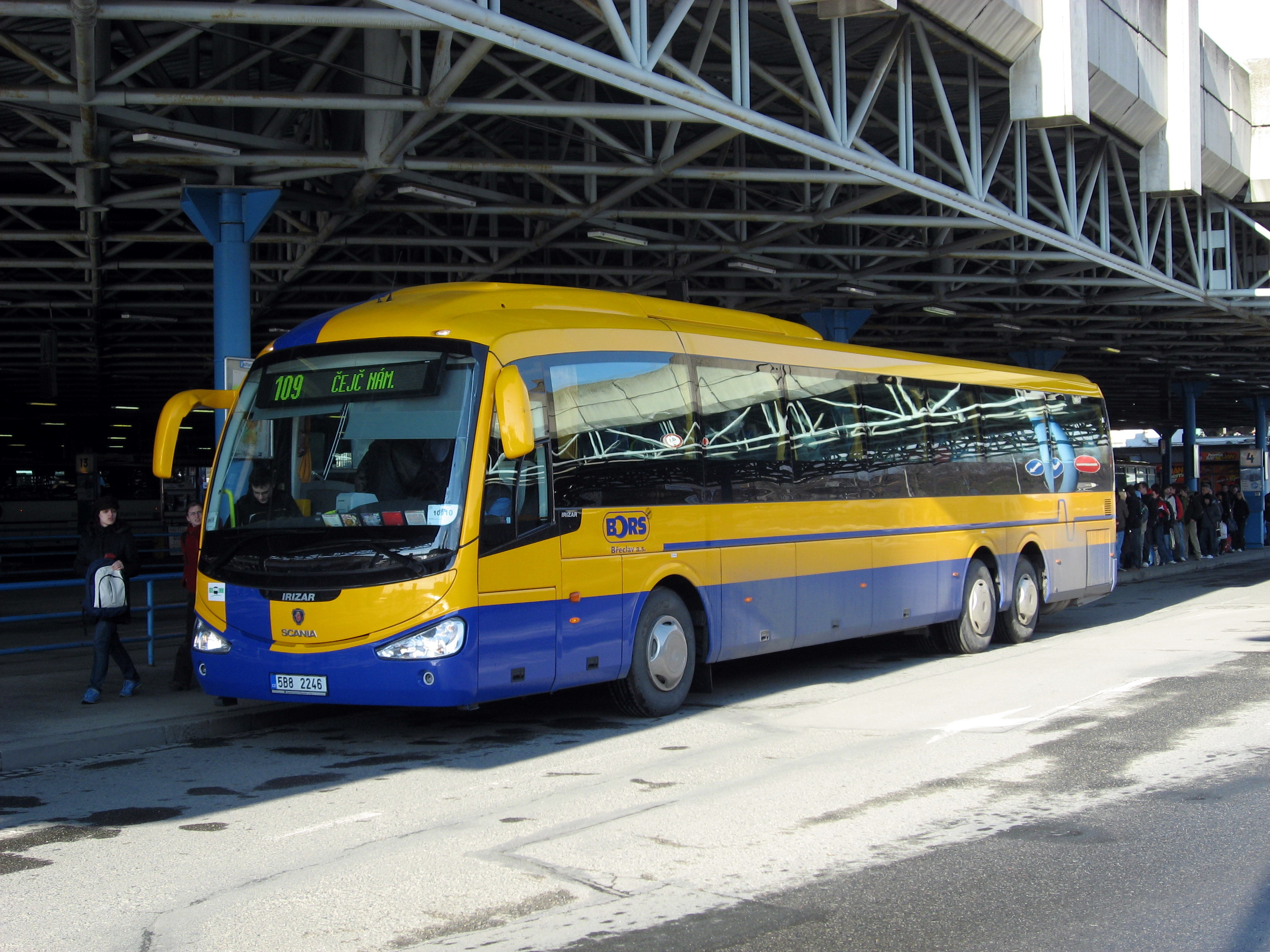
Irizar i4 2008 г. в.